# The New Mutants
The New Mutants (bra/prt: Os Novos Mutantes) é um filme americano de super-herói e terror lançado em 2020 baseado na equipe de super-heróis homônima criada por Chris Claremont e Bob McLeod para a Marvel Comics, produzido pela 20th Century Studios e distribuído pela Walt Disney Studios Motion Pictures. É o décimo terceiro e penúltimo filme da série de filmes X-Men. O filme é dirigido por Josh Boone e escrito por ele e Knate Lee. É estrelado por Anya Taylor-Joy, Maisie Williams, Charlie Heaton, Henry Zaga, Blu Hunt e Alice Braga. No filme, um grupo de jovens mutantes na década de 2020 mantidos em uma unidade secreta lutam para salvar a si mesmos.
Boone e Lee começaram a trabalhar no filme depois que Boone completou seu trabalho em A Culpa É das Estrelas. Eles apresentaram a ideia para o produtor da franquia X-Men, Simon Kinberg, e em maio de 2015 foram contratados oficialmente para o filme. Houve rumores de Taylor-Joy e Williams serem escalados em março de 2016, e foram confirmadas mais de um ano depois quando o resto do elenco começou a ser escolhido e o projeto foi revelado como um filme de terror inspirado nas obras de Stephen King e John Hughes. As filmagens ocorreram em Boston de julho a setembro de 2017, principalmente no Medfield State Hospital.
Originalmente programado para 2018, Os Novos Mutantes sofreu repetidos adiamentos até chegar nos cinemas em 28 de agosto de 2020.

## Sinopse
Illyana Rasputin, Danielle Moonstar, Rahne Sinclair, Sam Guthrie e Roberto da Costa estão reunidos em um centro de pesquisas pela Dra. Cecilia Reyes. O objetivo é ajudá-los a reconhecer e controlar seus poderes. As experiências são fortes e mexem com o passado dos cinco jovens. Além de descobrirem o verdadeiro alcance dos superpoderes daqueles que ficarão conhecidos como Magia, Miragem, Lupina, Míssil e Mancha Solar, respectivamente, eles precisarão enfrentar um terrível vilão. 

## Elenco e personagens
- Henry Zaga como Roberto da Costa / Mancha Solar: Um mutante com a habilidade de manipular energia solar e possui super força. O personagem já havia feito sua estreia em X-Men 2 (2003), como um figurante, mas sua aparição completa foi em X-Men: Days of Future Past (2014), onde foi morto por Sentinelas.
- Alice Braga como Cecilia Reyes: Uma mentora do grupo que tem a capacidade de gerar um bio-campo protetor em torno de si mesma.
- Anya Taylor-Joy como Illyana Rasputin / Magia: Uma feiticeira que "usa discos de teletransporte para viajar". Ela é irmã de Piotr Rasputin / Colossus.
- Maisie Williams como Rahne Sinclair / Lupina: Uma mutante com o poder de se transformar em lobo.
- Charlie Heaton como Sam Guthrie / Míssil: Um mutante que pode se mover no ar e é invulnerável ao fazer isso.
- Blu Hunt como Danielle Moonstar / Miragem: Uma mutante que tem o poder de criar ilusões extraídas dos medos e desejos da mente de uma pessoa.

Além disso, Sarah Michelle Gellar aparece em imagens de arquivo do episódio "Hush" de Buffy The Vampire Slayer, mostrando clipes dos "Cavalheiros" que se assemelham aos Homens Sorridentes. Dafne Keen também aparece como Laura / X-23 em imagens de arquivo de Logan (2017).

## Produção

### Desenvolvimento
Em 2009, a produtora da série de filmes X-Men, Lauren Shuler Donner, revelou ao /Film seu interesse em uma adaptação cinematográfica dos quadrinhos dos Novos Mutantes, mas que ainda não havia sido apresentada à 20th Century Fox.  Depois de concluir o trabalho em A Culpa é das Estrelas (2014) para a 20th Century Fox, o diretor Josh Boone criou uma história em quadrinhos com seu melhor amigo de infância, Knate Lee, usando painéis dos quadrinhos dos Novos Mutantes de Chris Claremont e Bill Sienkiewicz para ilustrar como seria uma potencial trilogia cinematográfica adaptando esses quadrinhos. A dupla era fã dos personagens quando criança, com Boone chamando as histórias de "realmente sombrias, interessantes e diferentes das histórias típicas dos X-Men que tínhamos lido". Boone e Lee levaram a história em quadrinhos para Simon Kinberg, um dos produtores da série de filmes X-Men, que "gostou muito".  Em maio de 2015, a Fox finalizou um acordo para que Boone dirigisse The New Mutants, a partir de um roteiro dele e de Lee, com Kinberg e Donner produzindo. O filme foi inicialmente planejado para expandir o universo da franquia X-Men e acontecer três anos após X-Men: Apocalipse (2016). Enquanto trabalhava no primeiro rascunho do roteiro, Boone o enviou e suas ideias para o filme para Sienkiewicz, que pensou que Boone "tinha descoberto" e não estava apenas copiando os quadrinhos.
Em maio de 2016, Kinberg confirmou que o roteiro incluía o Professor X e declarou sua esperança de que as filmagens começassem no início de 2017. Em agosto daquele ano, a lista da equipe titular havia se expandido para incluir o personagem Warlock, enquanto Scott Neustadter e Michael H. Weber — que trabalharam com Boone escrevendo The Fault in Our Stars — estavam trabalhando em um novo rascunho do roteiro enquanto Boone e Lee estavam ocupados em outro projeto. Em novembro, o relatório do elenco de Williams e Taylor-Joy foi considerado preciso, e Nat Wolff estava sendo olhado para o papel de Cannonball depois de trabalhar com Boone em The Fault in Our Stars . O personagem Demon Bear foi definido como o principal antagonista do filme, com o projeto visando mais um "filme de terror no estilo'' Stephen King encontra John Hughes'". Boone logo notou que o Urso Demônio era um vilão muito pessoal para ele quando criança, pois ele "foi criado por pais muito religiosos. Eles eram batistas evangélicos do sul e acreditavam no arrebatamento; eles acreditavam que o diabo era real; eles acreditavam em demônios".

### Filmagem
A fotografia principal começou em 10 de julho de 2017, em Boston, sob o título provisório Growing Pains. Peter Deming atuou como diretor de fotografia do filme. A maior parte do filme foi filmada no Medfield State Hospital, onde Boone disse que "coisas estranhas aconteceram com todos os membros da equipe".
No set do filme, Boone explicou que o roteiro foi reescrito após a resposta crítica mista de Apocalypse, de modo que o enredo se passa nos dias modernos em vez de na década de 1980, o que removeu o Professor X e a Tempestade da história. Boone sentiu que o filme não foi muito afetado por essa mudança, já que sua localização confinada e a falta de tecnologia significavam que "poderia muito bem ser os anos 80 em termos de cenário. Isso não mudou muito nossa história".

## Trilha sonora
Nate Walcott e Mike Mogis foram confirmados em dezembro de 2017 para compor a trilha sonora do filme, tendo trabalhado com Boone em seus filmes anteriores. Em maio de 2018, Marilyn Manson anunciou que seu cover da música "Cry Little Sister" - originalmente escrito para o filme The Lost Boys (1987) de Gerard McMahon - que Manson estreou durante sua turnê Heaven Upside Down, foi gravado especificamente para ser a Trilha sonora de Novos Mutantes.

## Marketing
O primeiro trailer do filme foi lançado em outubro de 2017, na sexta-feira 13, com um foco de horror inspirado no recente sucesso do filme It. Sara Vilkomerson, da Entertainment Weekly, sentiu que o trailer cumpria a promessa de Boone de um tipo diferente de filme dos X-Men, e era "assustador". Vilkomerson também observou o uso de "Another Brick in the Wall", do Pink Floyd; o tratamento do título para o filme apresentado no trailer evoca o tratamento usado para essa música. Alex McLevy, escrevendo para o A.V. Club, também sentiu que Boone havia cumprido sua promessa de um "filme de terror direto" e disse: "Parabéns a essa equipe criativa por tentar algo diferente com o gênero dos super-heróis." Escrevendo para / Film, Hoai- Tran Bui disse que o filme parecia um episódio de garrafa para a franquia X-Men, e observou que contar uma história independente levou ao sucesso de Deadpool. Bui também comparou o tom do trailer com Stranger Things e o desempenho de Braga como Reyes para Nurse Ratched. Boone, Lee, Braga, Zaga e Sienkiewicz promoveram o filme em um painel 2017 Comic Con Experience.

## Lançamento
Os Novos Mutantes foi originalmente planejando para 13 de abril de 2018. Depois da reação ao trailer, se adiou para 22 de fevereiro de 2019. Mais tarde a data foi empurrada para 2 de agosto. No dia 7 de maio de 2019 a Disney divulgou que o filme foi novamente adiado para 3 de abril de 2020. No dia 13 de maio de 2020 a Disney divulgou que o filme foi novamente adiado para 28 de agosto de 2020 nos Estados Unidos. No Brasil, devido à pandemia de COVID-19 e a maioria das principais redes de cinema terem seus cinemas fechados no mês de agosto, a estreia do filme aconteceu somente em 22 de outubro de 2020.

## Cronologia
Linha do Tempo (Presente):
X-Men: Primeira Classe (Ano de 1963)
X-Men Origens: Wolverine (prelúdio ambientado em 1845, história principal em 1979)
X-Men: O Filme (ano de 2000)
X-Men 2 (ano de 2003)
X-Men: O Confronto Final (ano de 2006)
Wolverine - Imortal (ano de 2011)
Linha do Tempo (Logan):
Logan (Ano de 2029)
Deadpool & Wolverine (Ano posterior à 2029)
Linha do Tempo (Revisada):
X-Men: Primeira Classe (Ano de 1962)
X-Men: Dias de Um Futuro Esquecido (Passado; Ano de 1973)
X-Men: Apocalipse (Ano de 1983)
X-Men: Fênix Negra (Ano de 1992)
Deadpool (Ano de 2016)
Deadpool 2 (Ano de 2018)
X-Men: Dias de um Futuro Esquecido (Futuro; Ano de 2023)
Deadpool & Wolverine (Ano de 2024)

OBS: X-Men: Dias de Um Futuro Esquecido alterou ambas as linhas do tempo. A linha do tempo do passado e futuro se separaram e cada uma tomou um rumo diferente, deixando de depender uma da outra.